# سفارة ميانمار لدى السعودية
سفارة ميانمار لدى السعودية هي الممثلية الدبلوماسية العليا لدولة ميانمار لدى المملكة العربية السعودية. تقع السفارة في حي الملك فهد في الرياض.